# Hot Shots!
Hot Shots! (Brasil: Top Gang - Ases Muito Loucos / Portugal: Ases pelos Ares) é um filme de comédia estadunidense de 1991, dirigido por Jim Abrahams, co-roteirista e co-diretor de Airplane! e escrito por Abrahams e Pat Proft. É estrelado por Charlie Sheen, Cary Elwes, Valeria Golino, Lloyd Bridges, Jon Cryer, Kevin Dunn, Kristy Swanson e Bill Irwin. Foi seguido por uma sequência, Hot Shots! Part Deux em 1993. O filme é principalmente uma paródia de Top Gun, Com algumas cenas parodiando outros filmes populares, incluindo 9½ Weeks, The Fabulous Baker Boys, Dances with Wolves, Marathon Man, Rocky, Superman e Gone with the Wind.

## Sinopse
O filme começa na Base Aérea de Flemner há 20 anos. Um piloto chamado Leland "Buzz" Harley (Bill Irwin) perde o controle de seu avião e ejeta, deixando seu co-piloto Dominic "Mailman" Farnham (Ryan Stiles) cair. Embora Mailman sobreviva, ele é confundido com um cervo devido aos galhos presos ao capacete e é baleado por um caçador de animais.
Topper Harley (Charlie Sheen) acorda de um pesadelo que está tendo sobre o evento, quando o tenente-comandante Block (Kevin Dunn) pede que ele retorne ao serviço ativo como piloto da Marinha dos EUA, para ajudar em uma nova missão secreta: Operação Sleepy Weasel, comandada pelo incompetente e inconsciente almirante Benson (Lloyd Bridges). Harley começa a mostrar alguns problemas psicológicos, especialmente quando seu pai é mencionado. Sua terapeuta, Ramada (Valeria Golino), tenta impedir Topper de voar, mas ela cede e também começa a construir um romance com Topper. Enquanto isso, Topper entra em rivalidade com outro piloto de caça, Kent Gregory (Cary Elwes), um ex-amante de Ramada e filho de Mailman, que culpa Buzz Harley pela morte de seu pai e acredita que Topper não pode lidar com a pressão de combate.
Enquanto isso, Block começa a se reunir em particular com um magnata do avião, o Sr. Wilson, que recentemente criou um novo "Super Fighter" que tornará os pilotos americanos superiores. Block revela que ele trouxe de volta Topper pela razão de fazer a Operação Sleepy Weasel falhar. Block relataria então que eram os aviões da Marinha que eram a verdadeira razão do fracasso da missão e que eles precisavam ser substituídos pelos aviões de Wilson. Durante uma das últimas missões de treinamento, um acidente entre Pete "Dead Meat" Thompson (William O'Leary) e Jim "Wash-Out" Pfaffenbach (Jon Cryer) deixa Dead Meat sem vida e Wash Out é transferido para o operador de radar. Block acredita que isso é suficiente para convencer a Marinha a comprar novos caças, mas Wilson chama isso de "um pequeno incidente",
Enquanto isso, Topper começa a mostrar mais sentimentos por Ramada, mas ela está em conflito com seu passado com Gregory. No porta-aviões U.S.S. Essess, Benson revela que a missão é um ataque a uma usina nuclear iraquiana e Block designa Topper para liderar a missão, para grande desgosto de Gregory. Wilson, que também está a bordo, instrui um membro da tripulação a sabotar os aviões, colocando em risco a vida dos pilotos. No meio da missão, Block menciona Buzz Harley para Topper, que fica tomado pela emoção e incapaz de liderar. Block começa a pedir que a missão seja abortada quando combatentes iraquianos atacam o esquadrão. Todas as armas dos aviões falham, e Block, percebendo o que aconteceu, diz a Topper que viu o que realmente aconteceu com Buzz e Mailman: Esse Buzz tentou fazer todo o possível para salvar o Mailman, mas acabou caindo fora do avião, falhando em suas tentativas.
Inspirado, Topper vence sozinho os combatentes iraquianos e bombardeia a usina nuclear, lançando uma bomba diretamente sobre Saddam Hussein (que estava tomando banho de sol na usina). De volta a bordo do navio, o plano de Wilson é revelado e perde sua posição com os militares. De volta ao porto, Gregory aceita Topper como um ótimo piloto e deixa Ramada ficar com Topper. Os créditos finais mostram Dead Meat e Mailman em espírito, com Dead Meat saudando e Mailman dando um joinha.

## Elenco
- Charlie Sheen como ten. Sean "Topper" Harley
- Cary Elwes como ten. Kent Gregory
- Valeria Golino como Ramada Thompson
- Lloyd Bridges como alm. Thomas "Tug" Benson
- Kevin Dunn como ten.-com. James Block
- Jon Cryer como ten. Jim "Wash Out" Pfaffenbach
- William O'Leary como ten. Pete "Dead Meat" Thompson
- Kristy Swanson como Kowalski
- Efrem Zimbalist, Jr. como Wilson
- Bill Irwin como Leland "Buzz" Harley
- Ryan Stiles como Dominic "Mailman" Farnham
- Heidi Swedberg como Mary Thompson
- Rino Thunder como Owatonna 'o Velho'
- Charles Barkley como ele mesmo
- Don Lake como Roy
- Cylk Cozart como Drill Sergeant
- Bill Laimbeer como ele mesmo
- Jerry Haleva como Saddam Hussein
- Gene Greytak como Papa João Paulo II

## Produção
O porta-aviões no qual o filme se passa é na verdade um deque de madeira construído à beira de um penhasco em uma instalação deserta de Marineland. O filme foi filmado em um ângulo que fazia o convés parecer um navio no mar. Os aviões verdadeiros usados no filme eram modelo Folland Fo-145 Gnats, um avião britânico de guerra e de treinamento da Força Aérea Real usado até 1979.
O nome de Topper Harley vem de um modelo de moto da Harley-Davidson da década de 1960, a Harley Topper.
Uma cena que foi retirada do filme era um em que Ramada (Valeria Golino) perguntava a Kent Gregory (Cary Elwes) se ele tinha uma bola de sinuca no seu bolso, ou se ele estava apenas contente em vê-la, mas Kent tira uma bola de sinuca do bolso.
Antes de começar uma cena de luta bastante enérgica Charlie Sheen diz "Essa eu aprendi com Paula Abdul. Na época ela era casada com o irmão de Charlie, Emilio Estevez.

### Paródias
Durante a cena de elogio, Lloyd Bridges mencionou a morte de Tataglia, Barzini e os chefes de cinco famílias. Esta é uma referência ao filme The Godfather. Em 1998, Bridges apareceu no filme Mafia!, uma paródia direta desse filme. Em outra cena, Lloyd Bridges se refere a um sujeito, dizendo que ele "costumava mergulhar com aquele homem". No final da década de 1950 e início da década seguinte, Bridges era mais conhecido como a estrela da série de detetives de aventura Sea Hunt (1958).
O filme parodia a cena em The Fabulous Baker Boys (1989), na qual Susie Diamond (Michelle Pfeiffer) se senta no topo de um piano e canta "Makin 'Whoopee". Esse filme estrelou os filhos de Lloyd Bridges, Jeff Bridges e Beau Bridges, como os protagonistas, Jack e Frank Baker.
Wilson acaba sendo amarrado a uma cadeira por um dentista, perguntando: "É seguro?" Esta é uma referência à cena da tortura de Marathon Man.
A cena dos "S.S. Esses" retroiluminada pelo sol nascente é filmagem do USS Nimitz do filme The Final Countdown (1980). Esse filme estrelou Martin Sheen, o pai de Charlie Sheen.
Charlie Sheen (tenente Topper Harley), Jon Cryer (Jim 'Wash Out' Pfaffenbach) e Ryan Stiles ('Mailman' Farnham) mais tarde trabalhariam juntos novamente no seriado de televisão Two and a Half Men. A música "The Man I Love", cantada por Valeria Golino, também foi cantada pela mãe de Charlie no episódio "Fish in a Drawer" de Two and a Half Men.
Kristy Swanson e Charlie Sheen voltariam a atuar juntos em The Chase.

## Recepção crítica
O filme estreou em primeiro lugar nos Estados Unidos. Hot Shots foi um sucesso tanto crítico quanto comercial, arrecadando mais de US$180 milhões em todo o mundo. O filme possui 83% de aprovação no Rotten Tomatoes, com base em 24 revisões. O filme foi escolhido para o Royal Film Performance de 1991.